# Bužim (Una-Sana)
Pour les articles homonymes, voir Bužim.
Bužim (en cyrillique : Бужим) est une localité et une municipalité de Bosnie-Herzégovine située dans le canton d'Una-Sana et dans la fédération de Bosnie-et-Herzégovine. Selon les premiers résultats du recensement bosnien de 2013, la localité intra muros compte 2 299 habitants et la municipalité 20 298.

## Géographie
Bužim est située à environ 30 km de Bihać, dans la vallée de la Bužimnica dans la région historique de la Bosanska Krajina. La municipalité se caractérise par un relief de montagnes moyennes, qui atteignent 630 m d'altitude au mont Radac. Ces montagnes sont couvertes de forêts.
La municipalité est bordée par celle de Velika Kladuša au nord, par la Croatie à l'est et par les municipalités de Bosanska Krupa et de Cazin, respectivement situées au sud-est et au sud-ouest. La municipalité de Bužim est la moins étendue du canton d'Una-Sana.

## Histoire
Bužim et sa forteresse, qui domine la cité, sont mentionnées pour la première fois en 1334. La citadelle fut agrandie en 1484 et rénovée à plusieurs reprises. Elle a joué un rôle important dans le système de défense de la Bosnie.
Le géographe Conrad Malte-Brun, au début du XIXe siècle, la décrit comme « bourg et forteresse de la Turquie d'Europe, en Bosnie, sandjak de Bagna Luka, à 3 lieues au nord d'Ottoka et 22 lieues 1/2 de Gradiska. Il s'y fait un peu de commerce. »
Jusqu'aux accords de Dayton (1995), Bužim faisait officiellement partie de la municipalité de Bosanska Krupa ; à la suite de ces accords, la ville est devenue le siège d'une municipalité particulière.

## Localités

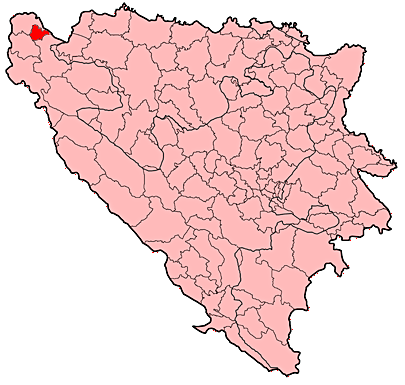
Localisation de la municipalité de Bužim en Bosnie-Herzégovine

La municipalité de Bužim compte 7 localités :
- Bag
- Bužim
- Dobro Selo
- Konjoder
- Lubarda
- Mrazovac
- Varoška Rijeka

## Démographie

### Villeintra muros

#### Évolution historique de la population dans la villeintra muros
| 1948 | 1953 | 1961  | 1971  | 1981  | 1991  | 2013  |
| ---- | ---- | ----- | ----- | ----- | ----- | ----- |
| -    | -    | 1 232 | 1 312 | 1 550 | 1 697 | 2 299 |

|  |

## Politique
À la suite des élections locales de 2012, les 17 sièges de l'assemblée municipale se répartissaient de la manière suivante :
| Parti                                                               | Sièges |
| ------------------------------------------------------------------- | ------ |
| Parti d'action démocratique (SDA)                                   | 7      |
| Parti pour la Bosnie-Herzégovine (SBiH)                             | 3      |
| Parti d'activité démocratique (A-SDA)                               | 3      |
| Parti social-démocrate (SDP)                                        | 1      |
| Alliance pour un meilleur avenir de la Bosnie-Herzégovine (SBB BIH) | 1      |
| Liste Bužim                                                         | 1      |
| Parti des retraités pensionnés de Bosnie-Herzégovine (SP/U BiH)     | 1      |

Agan Bunić, membre du Parti d'action démocratique (SDA), a été élu maire de la municipalité,.

### Informations
- (bs) Site officiel
- (en) Vue satellite de Bužim sur fallingrain.com